# یاپریکوو
یاپریکوو (انگلیسی: Yaprykovo) یک شهرک در شهرستان تویمازینسکی استان باشقیرستان کشور روسیه است.